# CZ Scorpion EVO 3
Skorpion EVO III là loại súng tiểu liên do nhà máy sản xuất vũ khí Česká Zbrojovka Uherský Brod tại Cộng hòa Séc chế tạo.  Dù thị trường chính mà loại súng này nhắm tới là các lực lượng thi hành công vụ và cảnh sát nhưng nó cũng đã có vài khách hàng là một số đơn vị trong lực lượng quân đội. Phiên bản dành cho xuất khẩu cũng được phát triển có thể sử dụng loại đạn 10×22mm Smith & Wesson vốn rất phổ biến tại Hoa Kỳ vàNam Phi ngoài ra súng cũng có mẫu cho thị trường dân sự.

## Thiết kế

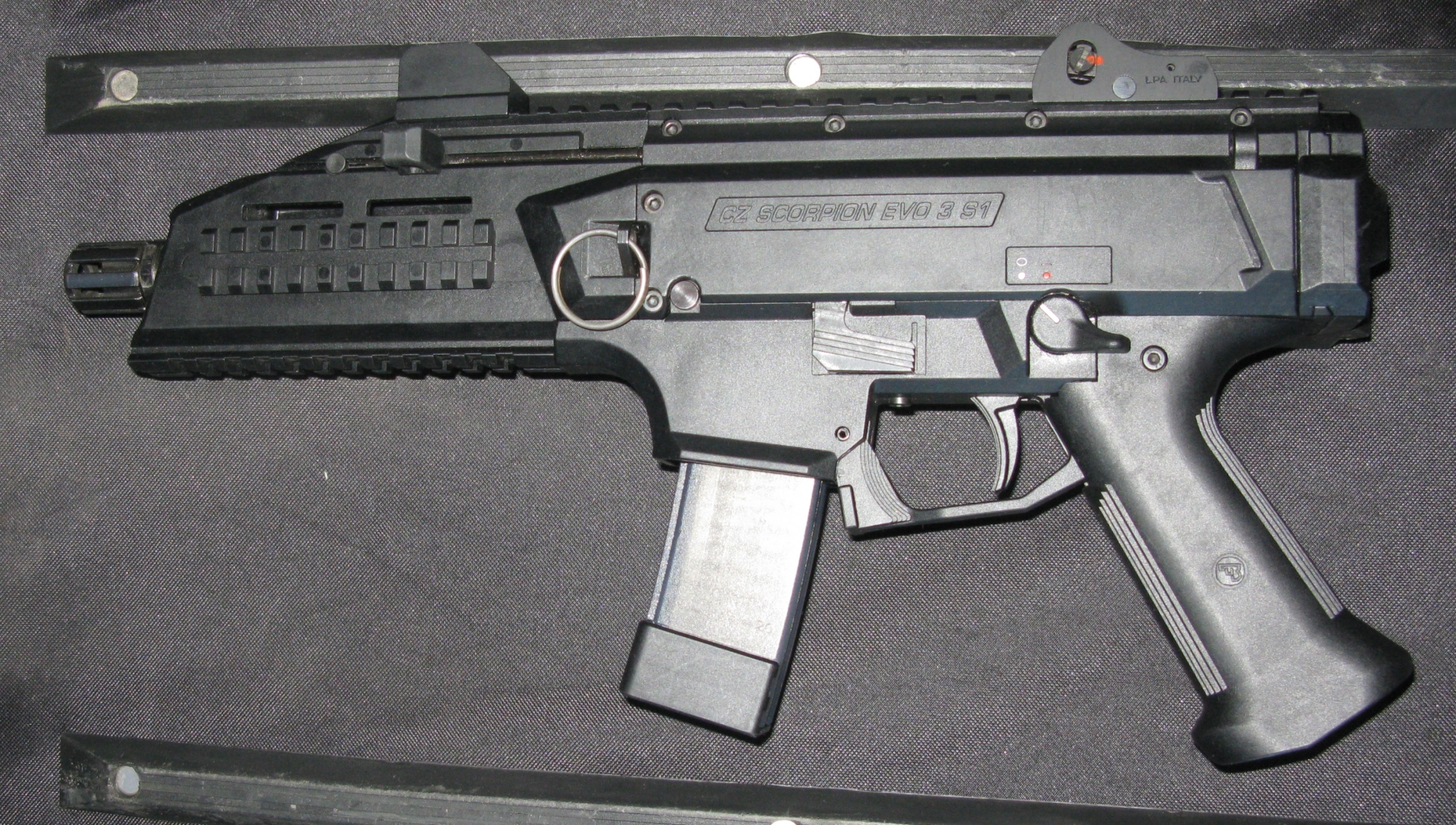
Skorpion EVO III

Loại súng này được bắt đầu phát triển khoảng năm 2002 tại Slovakia với tên Laugo như một loại súng tiểu liên tự vệ cá nhân. Sau khi thiết kế được hoàn thiện thì nó được bán cho ČZ và sau đó nhà máy bắt đầu giới thiệu súng trước công chúng vào năm 2006 với tên Skorpion EVO III.
Skorpion EVO III sử dụng cơ chế nạp đạn blowback cơ bản và bắn với bolt mở. Nút khóa an toàn nằm ở cả hai bên súng phía trên tay cầm cò súng ngay phía sau cò với các chế độ là an toàn, từng viên, ba viên và tự động. Nút kéo lên đạn nằm phía trên ốp lót tay có thể điều chỉnh nằm ở bên phải hoặc trái súng. Thân súng, ốp lót tay, tay cầm cò súng được làm bằng nhựa. Báng súng cũng được làm bằng nhựa có thể gấp lại cũng như điều chỉnh chiều dài.
Hệ thống nhắm cơ bản của súng là điểm ruồi có thể tháo ráp. Thanh picatiny trên thân súng được dùng để gắn các hệ thống ngắm phù hợp , ba thanh răng khác ở hai bên và phía dưới súng để gắn thêm các hệ thông hỗ trợ chiến đấu khác tùy theo yêu cầu tác chiến.  Hộp đạn rời của súng chứa từ 20 đến 30 viên làm bằng nhựa mờ đục.

## Các quốc gia sử dụng
- Argentina: Trang bị cho các lực lượng hành pháp và cảnh sát địa phương.[4][5][6]

- Armenia[7]
- Bolivia: Sử dụng bởi Lực lượng vũ trang Bolivia.[8]
- Canada: Sử dụng bởi cảnh sát thành phố Toronto[9]
- Colombia: Trang bị cho lực lượng cảnh sát quốc gia.[10]
- Cộng hòa Séc[11][12][13]
- Ai Cập: Sử dụng bởi lực lượng hành pháp.[14]
- Phần Lan: Sử dụng bởi cảnh sát và lực lượng biên phòng.[15]
- Hungary: Dùng bởi cảnh sát[16] và quân đội.[17]
- Ấn Độ[18]
- Indonesia[19][20][21]
- Kenya: Dùng bởi cảnh sát.[22]
- Malaysia: Trang bị cho lực lượng cảnh sát hoàng gia[23][24]
- Mauritius[25]
- Bồ Đào Nha: Dùng bởi Không quân Bồ Đào Nha và cảnh sát.[26][27]
- Romania[28]
- Sri Lanka: Trang bị cho lực lượng đặc biệt.[29]
- Thái Lan: Trang bị cho cảnh sát hoàng gia.[30]
- Thổ Nhĩ Kỳ[31]
- Ukraina[32]
- Việt Nam: Sử dụng bởi Cục phòng chống Tội phạm về ma túy, Đội tuyển bắn súng quân dụng và Bộ Tư lệnh Cảnh vệ (K01) [33]